# Mars Hill (Caroline du Nord)
Pour les articles homonymes, voir Mars Hill et Mars.
Mars Hill est une ville située dans le comté de Madison, dans l'État de Caroline du Nord aux États-Unis.

## Démographie
| 1900 | 1910 | 1920 | 1930 | 1940 | 1950  |
| ---- | ---- | ---- | ---- | ---- | ----- |
| 289  | 301  | 364  | 455  | 517  | 1 404 |

| 1960  | 1970  | 1980  | 1990  | 2000  | 2010  |
| ----- | ----- | ----- | ----- | ----- | ----- |
| 1 574 | 1 623 | 2 126 | 1 611 | 1 764 | 1 869 |

## Source
- (en) Cet article est partiellement ou en totalité issu de l’article de Wikipédia en anglais intitulé « Mars Hill, North Carolina » (voir la liste des auteurs).